# جزایر سوندای بزرگ

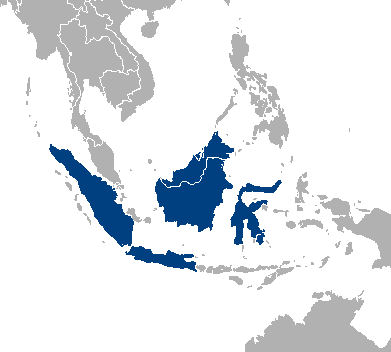
نقشه جزایر سوندای بزرگ

جزایر سوندای بزرگ یا جزایر سونداراجا (انگلیسی: Greater Sunda Islands) جزیره‌های بزرگی هستند در مجمع‌الجزایر مالایی
جزیره‌هایی که در مجموع، جزایر سوندای بزرگ را تشکیل می‌دهند عبارتند از:
- - بورنئو — که میان کالیمانتان، برونئی، و مناطق صباح و ساراواک کشور مالزی بخش شده‌است.
  - جاوه
  - سولاوسی
  - سوماترا
  - Karimun Java
  - مادورا